# SpaceX CRS-24
Chronologie
SpaceX CRS-23 SpaceX CRS-25
La mission SpaceX CRS-24 est la 24e mission du Commercial Resupply Services, de SpaceX, vers la Station spatiale internationale, lancée le 21 décembre 2021 à 10 h 07 UTC (Temps Universel Coordonné) depuis le pas de tir 39A. Cette mission, dirigée par SpaceX et la NASA, est la quatrième du cargo Crew Dragon. La capsule est revenue sur Terre le 24 janvier 2022 à 21 h 05 UTC en amerrissant dans l'Océan Atlantique.

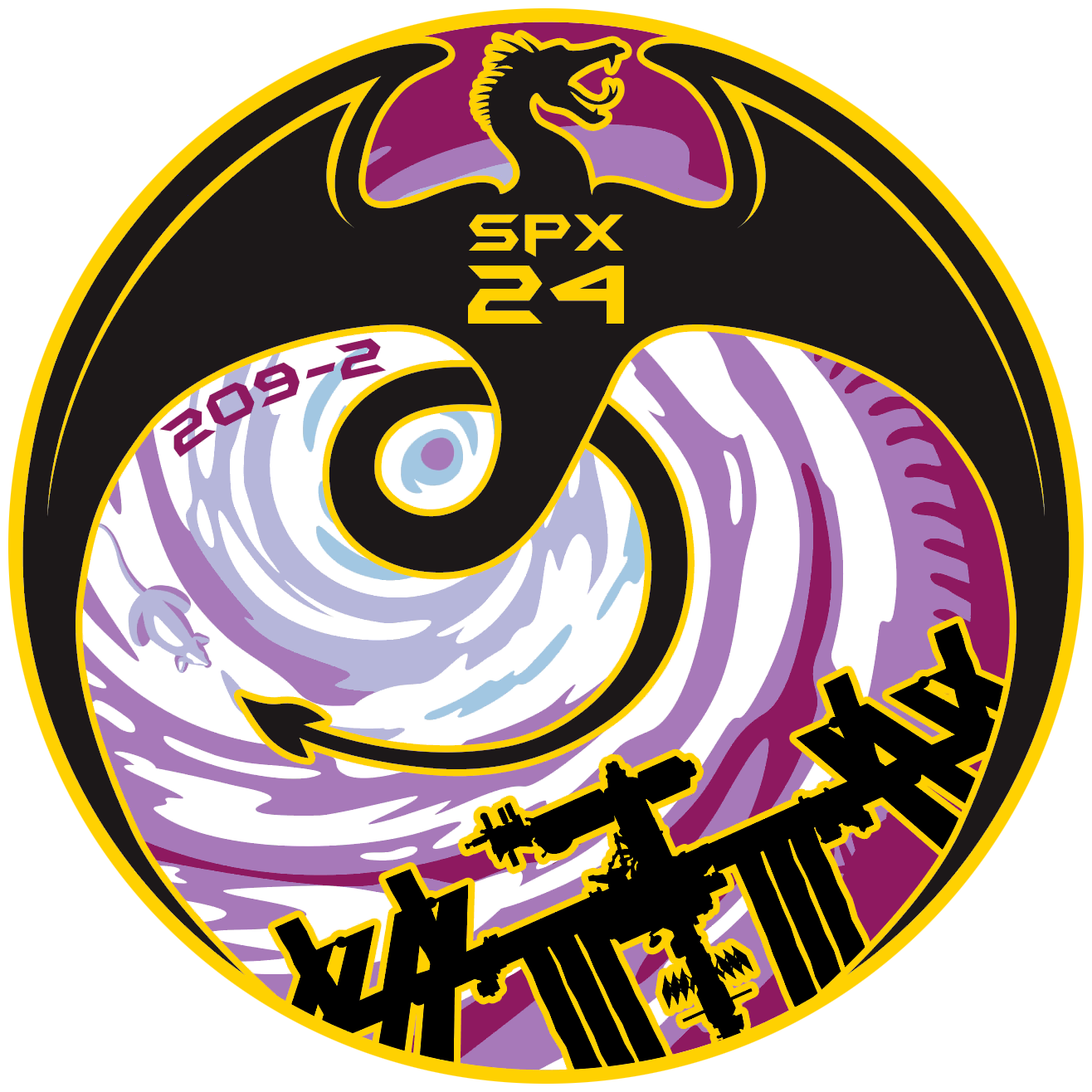
Patch de la mission.

## Fret
Le cargo emmène avec lui en direction de la station spatiale internationale 2 989 kg de fret, dont 2 081 kg pressurisés et 908 kg non pressurisés.

## CubeSats
Le cargo emmène avec lui 7 CubeSats, dont 4 de la mission ELaNa 38, :
| Nom              | Pays                | Organisation                      | Description                                                   |
| ---------------- | ------------------- | --------------------------------- | ------------------------------------------------------------- |
| DAILI            | États-Unis          | The Aerospace Corporation         | Étudier les changements dans la ionosphère,                   |
| PATCOOL          | États-Unis          | Centre spatial Kennedy            | Tester des échantillons dans le vide spatial                  |
| TARGIT           | États-Unis          | Georgia Tech Research Corporation | Tester une caméra dans les conditions de l'espace,            |
| GASPACS          | États-Unis          | Université d'État de l'Utah       | Étudier le déploiement d'une plateforme                       |
| Light 1          | Émirats arabes unis | Université Khalifa                | Observation des flashs de rayons gamma terrestres             |
| GT 1             | États-Unis          | Georgia Tech Research Corporation | Démontrer le court cycle de vie d'un satellite universitaire  |
| FEES 2           | Italie              | GP Advanced Projects              | Développer une plateforme de test de composants électroniques |
| mission ELaNa 38 |                     |                                   |                                                               |